# Музей ар-деко (Богота)
Музей ар-деко (исп. Museo Art Decó) — музей в городе Богота — столице Колумбии, расположенный в здании № 5-59 на 21-й улице, в центральной части города, рядом с баррио Ла-Канделария и другими учреждениями культуры, такими, как театр Фаэнца,  Национальная библиотека Колумбии, Музей современного искусства Боготы и Университет Хорхе Тадео Лосано. Музей занимает площадь в 300 квадратных метров в здании, построенном в 1930-х годах в стиле ар-деко.
Экспозиция музея состоит из собраний его основателя и первого директора, коллекционера из Боготы, Карлоса Альберто Гонсалеса, который занимался её составлением более тридцати лет. Она включает более 1500 предметов в стиле ар-нуво и ар-деко колумбийского, американского и европейского происхождения — от произведений искусства (живопись, скульптура, рисунок) до документальной фотографии, графики и промышленного дизайна. Предметы коллекции изготовлены из разных материалов: металла, керамики, дерева, стекла и прочих. Среди экспонатов музея несколько стульев работы Миса ван дер Роэ и Ле Корбюзье, плакаты и картины маслом колумбийского художника Серджио Трухильо Магнената, вазы Эмиля Галле и мебель периода между Первой и Второй мировыми войнами. В музее также представлены произведения колумбийских художников, таких, как Мигель Сопо, Карлос Корреа и Марко Оспина.